# Chích đầm lầy lớn
Chích đầm lầy lớn là một loài chim trong họ Locustellidae.